# Base navale de Zeebruges

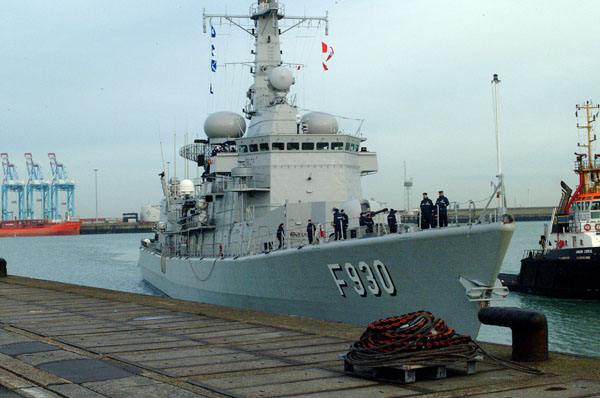
Le Léopold Ier à la base de Zeebruges.

La base navale de Zeebruges est la plus importante base navale de la marine belge. Elle est située à Zeebruges, le long de la Mer du Nord dans la province de Flandre-Occidentale, en Belgique.
La base jouxte le port de Bruges-Zeebruges. Elle est reliée au réseau fluvial et aux canaux par le canal Baudouin.

## Unités
La plupart des navires de la composante marine  a Zeebruges pour port d'attache . 
C'est le cas notamment :
- Des deux frégates de classe Karel Doorman : F930 Léopold Ier et F931 Louise-Marie.
- De cinq chasseurs de mines de classe Tripartite : M916 Bellis, M917 Crocus, M921 Lobellia, M923 Narcis et M924 Primula
- Un navire-école : A958 Zenobe Gramme:

- Deux patrouilleurs : P901 Castor (juin 2014), P902 Pollux (janvier 2015).